# Herrarnas parhoppning i höga hopp i simhopp vid olympiska sommarspelen 2008
De 10 meter höga hoppen för herrar i par i simhopp under de olympiska sommarspelen i Peking 2008 hölls den 11 augusti i Beijing National Aquatics Center, mer känt som "vattenkuben". Endast en omgång av dessa synkroniserade simhopp hölls som innehöll åtta deltagare. Alla fick hoppa sex hopp var. 

## Medaljörer
| Event                          | Guld                       | Silver                                     | Brons                                        |
| Parhoppning 10 meter höga hopp | Lin Yue och Huo Liang Kina | Patrick Hausding och Sascha Klein Tyskland | Gleb Galperin och Dmitrij Dobroskok Ryssland |

## Resultat
| Placering | Nation                                   | Hopp  | Hopp  | Hopp  | Hopp  | Hopp  | Hopp  | Totalt |
| Placering | Nation                                   | 1     | 2     | 3     | 4     | 5     | 6     | Totalt |
| --------- | ---------------------------------------- | ----- | ----- | ----- | ----- | ----- | ----- | ------ |
| 1         | Kina Lin Yue Huo Liang                   | 57,00 | 59,40 | 89,76 | 86,40 | 86,70 | 88,92 | 468,18 |
| 2         | Tyskland Patrick Hausding Sascha Klein   | 52,80 | 54,00 | 86,70 | 71,28 | 88,74 | 96,90 | 450,42 |
| 3         | Ryssland Gleb Galperin Dmitrij Dobroskok | 53,40 | 56,40 | 86,70 | 88,32 | 70,38 | 90,06 | 445,26 |
| 4         | Australien Mathew Helm Robert Newbery    | 52,80 | 53,40 | 84,66 | 72,00 | 89,64 | 92,34 | 444,84 |
| 5         | USA David Boudia Thomas Finchum          | 51,60 | 54,60 | 80,58 | 82,62 | 77,76 | 93,48 | 440,64 |
| 6         | Colombia Víctor Ortega Juan Urán         | 46,80 | 52,80 | 82,62 | 79,68 | 81,18 | 80,58 | 423,66 |
| 7         | Kuba José Guerra Erick Fornaris          | 49,80 | 48,00 | 79,56 | 71,04 | 75,48 | 85,50 | 409,38 |
| 8         | Storbritannien Blake Aldridge Tom Daley  | 52,80 | 50,40 | 72,96 | 75,24 | 77,52 | 79,56 | 408,48 |